# Franco Zeffirelli
Gianfranco Corsi Zeffirelli, mais conhecido como Franco Zeffirelli [ˈfraŋko dzeffiˈrɛlli] (Florença, 12 de fevereiro de 1923 – Roma, 15 de junho de 2019) foi um cineasta italiano. Também foi cenógrafo e diretor de teatro. Montou óperas líricas de sucesso nos anos cinqüenta e alcançou projeção mundial como diretor do filme Romeu e Julieta (1968).
Foi também um político, tendo sido eleito senador (1994 a 1996 e 1996 a 2001) por Catânia, filiado ao partido Força Itália.
Morreu em 15 de junho de 2019 aos 96 anos de idade em Roma, de causas não divulgadas.

## Vida pessoal
Filho ilegítimo, Zeffirelli era homossexual. Revelou no livro Autobiografia lançado em 2006, que se relacionou afetivamente com o cineasta Luchino Visconti e foi apaixonado pela cantora lírica Maria Callas.
Pesquisadores italianos descobriram que Zeffirelli era um entre um punhado de pessoas vivas que eram consangüíneas de Leonardo da Vinci. Ele era descendente de um dos irmãos de da Vinci.

## Filmografia

### Diretor
- 1957 - Camping
- 1966 - Per Firenze
- 1966 - The Taming of the Shrew
- 1968 - Romeo e Giulietta
- 1972 - Brother Sun, Sister Moon
- 1977 - Gesù di Nazareth
- 1979 - The Champ (1979)
- 1981 - Endless Love
- 1982 - La Traviata
- 1982 - Pagliacci
- 1982 - Cavalleria rusticana
- 1986 - Otello
- 1988 - Il Giovane Toscanini
- 1989 - 12 registi per 12 città - episódio Firenze
- 1990 - Amleto
- 1992 - Don Carlo - filme para TV
- 1993 - Storia di una capinera
- 1996 - Jane Eyre
- 1999 - Tea with Mussolini
- 2002 - Callas Forever

## Prémios e nomeações
- Recebeu uma nomeação ao Óscar de melhor realizador, por Romeu e Julieta (1968).
- Recebeu uma nomeação ao Óscar de melhor direção de arte, por La Traviata (1982).
- Recebeu uma nomeação ao Globo de Ouro de melhor realizador, por Romeu e Julieta (1968).
- Recebeu uma nomeação à Framboesa de Ouro de pior realizador, por Endless Love (1981).

## Honrarias
- Ordem de Mérito de 2ª Classe - Grande oficial: — Roma, 23 de abril de 1977[4]

- Medalha aos beneméritos da Cultura e da Arte: — Roma, 2013[5]

- Cavaleiro Comandante da Ordem do Império Britânico, por inciativa de Isabel II, Londres, 24 de novembro de 2004.